# Унна (район)
У́нна (нім. Kreis Unna) — район в Німеччини, у складі округу Арнсберг землі Північний Рейн-Вестфалія. Адміністративний центр — місто Унна.

## Населення
Населення району становить 409524 особи (2011; 412,8 тисяч в 2010).

## Адміністративний поділ
Район поділяється на 2 комуни (нім. Gemeinden) та 8 міст (нім. Städte):
| № | Комуна/ місто          | Площа, км² | Населення, осіб (2011) | Центр                  |
| - | ---------------------- | ---------- | ---------------------- | ---------------------- |
| 1 | Бьонен                 | 38,0       | 18439                  | Остербьонен            |
| 2 | Гольцвіккеде           | 22,4       | 17103                  | Гольцвіккеде           |
| 1 | Бергкамен              | 44,8       | 50267                  | Бергкамен              |
| 2 | Верне                  | 76,1       | 29793                  | Верне                  |
| 3 | Зельм                  | 60,3       | 26747                  | Зельм                  |
| 4 | Камен                  | 40,9       | 44217                  | Камен                  |
| 5 | Люнен                  | 59,2       | 87061                  | Люнен                  |
| 6 | Унна                   | 88,5       | 66202                  | Унна                   |
| 7 | Френденберг-ан-дер-Рур | 56,2       | 21712                  | Френденберг-ан-дер-Рур |
| 8 | Шверте                 | 56,2       | 47983                  | Шверте                 |

| Німеччина | Це незавершена стаття з географії Німеччини. Ви можете допомогти проєкту, виправивши або дописавши її. |

1. ↑  https://www.landesdatenbank.nrw.de/ldbnrw/online;jsessionid=FBC481AAC50656B8CA9E933111BC242A.ldb2?sequenz=tabelleErgebnis&selectionname=12411-31iz
2. ↑  https://www.destatis.de/DE/Themen/Laender-Regionen/Regionales/Gemeindeverzeichnis/Administrativ/04-kreise.html